# Maria-Anna-Orden

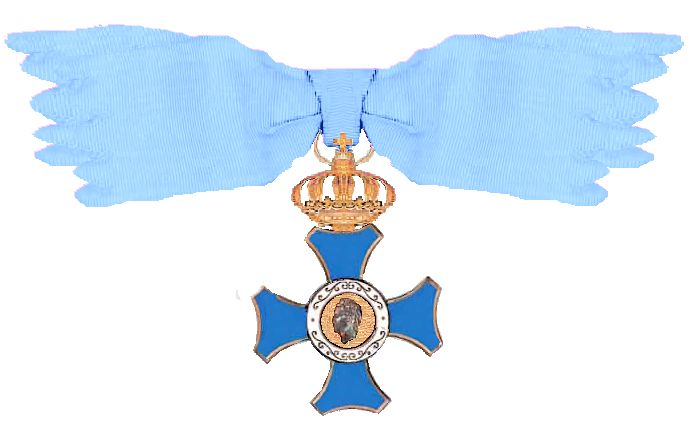
Maria-Anna-Orden

Der Maria-Anna-Orden wurde am 15. Mai 1906 durch König Friedrich August III. von Sachsen zum Andenken an seine Mutter Maria Anna als Damenorden gestiftet. Er konnte an Frauen verliehen werden, die sich im Dienst bei Hofe oder für gemeinnützige Arbeit ehrenvoll ausgezeichnet oder sich durch hervorragende Leistungen besondere Verdienste um die Förderung des Gemeinwohls erworben haben.

## Ordensklassen
Der Orden wurde ursprünglich in drei Klassen gestiftet, die von oben nach unten durchnummeriert wurden. Am 21. Januar 1913 wurde der Orden um das Maria-Anna-Kreuz erweitert.

## Ordensdekoration
Das Ordenszeichen besteht aus einem blau emaillierten goldgeränderten Kreuz mit stark geschweiften Armen. Im Medaillon der ersten beiden Klassen ist auf goldenen Grund der nach links gewandte goldene Kopf von Maria Anna zu sehen, der von einem weiß emaillierten Reif mit goldenen Ornamenten umschlossen ist. Rückseitig zeigt das Medaillon die Initialen M A (Maria Anna), ebenfalls von einem Reif umschlossen.
Bei der III. Klasse ist das Kreuz aus Silber, ebenso mit emaillierten Armen. Der Reif ist ohne Email. Das Maria-Anna-Kreuz ist nur aus Silber.

## Trageweise

Ordensband

Getragen wurde die I. Klasse mit einer Schärpe von der linken Schulter zur rechten Hüfte, die II. und III. Klasse an einer Damenschleife auf der linken Brust.
Das Ordensband ist hellblau mit weißen Randstreifen.